# Agence nationale de développement spatial du Japon

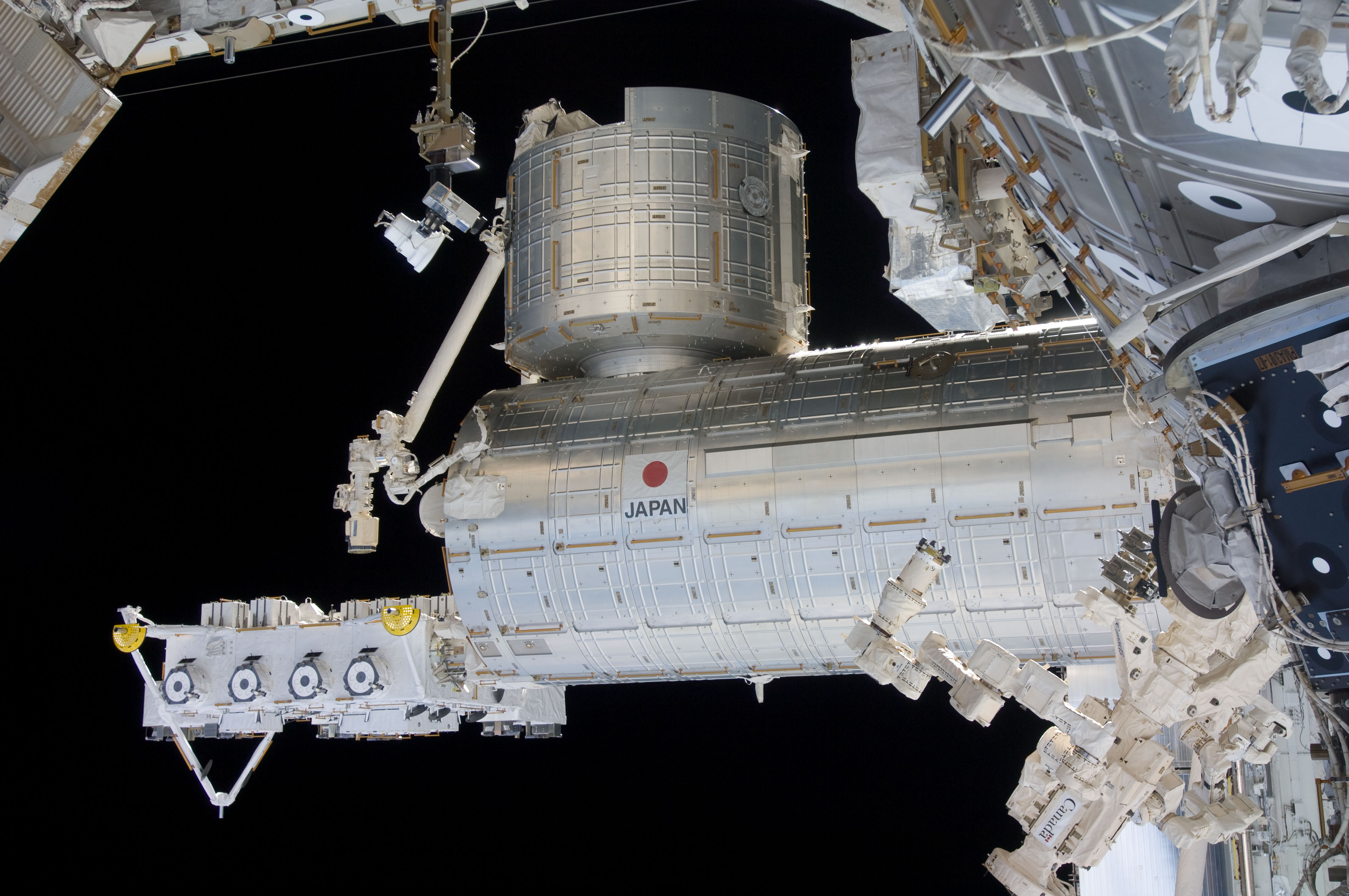
Le module Kibo de l'agence

L'Agence nationale de développement spatial du Japon (en anglais National Space Development Agency of Japan ou NASDA) était une des trois agences spatiales japonaises avant leur fusion en 2003 en une agence spatiale unique, la JAXA. La NASDA créée en 1969 était dédiée au développement des satellites d'application et des lanceurs associés.

## Historique

### Création de la NASDA
Au début des années 1960, toute l'activité spatiale japonaise est supervisée par l'ISAS qui se consacre uniquement à la recherche scientifique. Les industriels japonais s'inquiètent, à la fin des années 1960, du manque d'ambition du gouvernement dans le domaine spatial et créent en 1968 un Conseil de promotion des activités spatiales qui réunit 69 entreprises impliquées dans l'espace et dont l'objectif est de favoriser le développement des applications spatiales dans des domaines tels que les télécommunications. Pour répondre à cette demande, le gouvernement japonais crée en 1969 l'Agence nationale de développement spatial du Japon plus connue sous son acronyme anglais NASDA dont le premier responsable, Hideo Shima, est l'ingénieur des chemins de fer qui a développé le Shinkansen, le train à grande vitesse japonais. La NASDA a pour objectif le développement de lanceurs, la mise au point des technologies nécessaires aux satellites d'application ainsi que la conception de ceux-ci. L'IRAS de son côté conserve les fusées-sondes et les satellites scientifiques et peut développer ses propres lanceurs à condition que leur diamètre ne dépasse pas 1,41 mètre. Cette division des activités spatiales japonaises civiles, qui aboutit à une démultiplication des développements, est une caractéristique unique dans le monde spatial qui va se perpétuer durant 30 ans. Sur le plan budgétaire la NASDA reçoit la majeure partie des fonds alloués au spatial (en moyenne 80 %) tandis que l'ISAS voit sa part chuter certaines années à 8 %.
Le premier objectif de la NASDA est de disposer d'un lanceur à ergols liquides suffisamment puissant pour placer un satellite sur une orbite géostationnaire à 36 000 km d'altitude. L'agence recherche d'abord un site où pourrait être testé puis lancé ses futures fusées. Une ancienne base de lancement de fusées sondes située à Takesaki dans la petite île de Tanegashima à 100 km au sud de la base de lancement d'Uchinoura est retenue. La base de lancement de Tanegashima est construite sur une partie de la côte qui fait face à l'océan Pacifique. L'intention des ingénieurs de la NASDA est de développer un lanceur par la maîtrise progressive des technologies requises pour la propulsion à ergols liquides. Un premier lanceur Q, capable de placer un satellite de 85 kg à 1 000 km d'altitude, doit être lancé en 1972 ; le lanceur N dont le premier lancement doit intervenir en 1974, peut placer un satellite de 100 kg en orbite géostationnaire. Mais ces plans sont bouleversés par des considérations de politique étrangère. Le gouvernement américain au milieu des années 1960 tente de persuader les dirigeants japonais et européens de renoncer à développer leurs propres lanceurs et satellites de télécommunications au profit de prestations de lancement ou de licences de construction américaines. Le gouvernement japonais refuse dans un premier temps mais change d'avis à la suite d'un sommet avec le président américain Lyndon Johnson qui a lieu en octobre 1967 : ce dernier propose d'échanger la restitution en 1972 des îles Okinawa et l'archipel d'Ogasawara, administrées depuis 1945 par l'armée américaine, en échange de l'achat par les japonais d'une licence de fabrication de la fusée Thor. Cet accord est ratifié à l'automne 1970 et le développement des lanceurs Q et N est abandonné au profit de la construction sous licence de la fusée américaine. La société Mitsubishi construit la fusée, qui est baptisée N-I, après que la licence ait été acquise pour un prix d'environ 6 milliards de yens.

### Développement du lanceur lourd H-II (1986-1994)

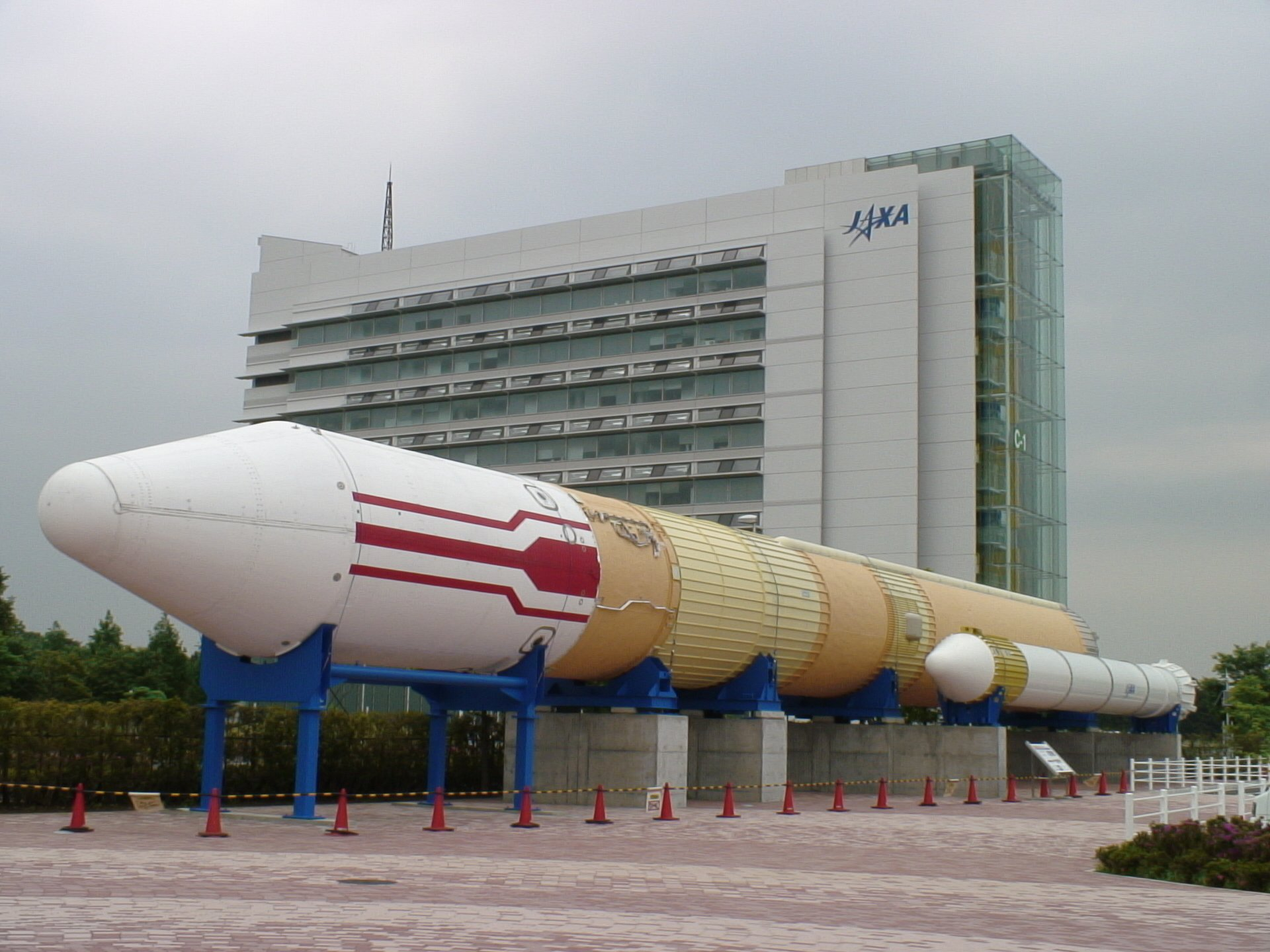
Le lanceur H-II.

Au milieu des années 1980, la NASDA décide de développer un nouveau lanceur lourd en utilisant uniquement des technologies nationales mettant fin à la dépendance du Japon vis-à-vis de l'industrie spatiale américaine. L'autorisation de développer ce nouveau lanceur, baptisé H-II, est obtenue en 1986. Les ingénieurs ont opté pour des solutions techniques de pointe avec un premier étage propulsé par un nouveau moteur-fusée, le LE-7 de 107 tonnes de poussée, à la fois performant (il utilise le couple hydrogène liquide/oxygène liquide) et d'une grande sophistication (combustion étagée). Le deuxième étage est une version améliorée de celui de la H-I qui était déjà de construction locale et utilisait la même combinaison d'ergols. Deux gros propulseurs d'appoint à propergol solide également développés localement fournissent durant la première partie du vol le gros de la poussée. Les constructeurs multiplient les systèmes de sécurité et font systématiquement les choix les plus coûteux pour que le nouveau lanceur japonais soit d'une fiabilité irréprochable. La mise au point d'un moteur-fusée LE-7 s'avère beaucoup plus difficile que prévu et entraine un retard important. Le premier vol a enfin lieu le 4 février 1994 et se déroule à la perfection.

## Création de la JAXA
En 2001, le gouvernement Koizumi I décide d'une grande réforme du secteur public. Une des conséquences est la fusion du Ministère de l’Éducation auquel est rattaché l'ISAS et du ministère pour la Technologie dont dépendent la NASDA ainsi que le NAL (organisme de recherche aéronautique). Le 1er octobre 2003 le ministère de l'Éducation, de la Culture, des Sports, des Sciences et de la Technologie (MEXT) qui résulte de cette fusion décide de regrouper les activités de l'ISAS, la NASDA et le Laboratoire national aérospatial du Japon au sein d'une agence unique, l'Agence d'exploration aérospatiale japonaise (JAXA). L'année de cette réorganisation, la NASDA dispose d'un budget de 1,11 Mds € et emploie 1 090 personnes, l'ISAS qui emploie 294 personnes dispose d'un budget de 139 M€ et le NAL dispose de 176 M€ et occupe 417 personnes. Ces sommes ne représentent pas l'ensemble du budget spatial puisque d'autres ministères allouent aux agences des budgets spatiaux pour couvrir leurs besoins propres (représente environ 40 % du budget total en 2012).

### Sources
- (en) Brian Harvey, Henk H F Smid et Theo Pirard, Emerging space powers : The new space programs of Asia, the Middle East ans South America, Springer Praxis, 2010 (ISBN 978-1-4419-0873-5)